# مدرسه آزاد
مدرسه آزاد مربوط به اوایل دوره پهلوی است و در همدان، ابتدای خیابان شریعتی، روبروی بانک کارگشایی واقع شده و این اثر در تاریخ ۷ اسفند ۱۳۸۶ با شمارهٔ ثبت ۲۱۶۲۸ به‌عنوان یکی از آثار ملی ایران به ثبت رسیده است.